# Anthony Taylor (pugile)
Anthony Taylor (Berkeley, 23 giugno 1989) è un pugile ed ex artista marziale misto statunitense.
Soprannominato "Pretty Boy", combatte per l'organizzazione britannica creata dallo youtuber KSI, Misfits Boxing, nella quale è l'attuale campione dei pesi mediomassimi. In passato, ha combattuto per l'organizzazione di arti marziali miste Bellator.

## Carriera nelle arti marziali miste
Taylor debutta nelle arti marziali miste nel 2015 all'evento Bellator 147, perdendo con Adin Duenas per sottomissione. Dopo aver perso tre dei suoi primi quattro incontri, viene rilasciato dall'organizzazione e si unisce così ai Cage Fighting Championships.
Si ritira dalle arti marziali miste nel 2020 per intraprendere la carriera pugilistica e ottenendo un record finale di 7 vittorie e 5 sconfitte.

## Carriera nel pugilato
Prima di passare al pugilato definitivamente, Taylor aveva combattuto già una volta, perdendo ai punti contro Donte Stubbs. Diventato compagno di sparring dello youtuber Jake Paul, Taylor viene invitato dallo stesso Paul a partecipare a uno dei suoi eventi. 
Sfida nel 2021 il pugile britannico Tommy Fury (fratello del più celebre Tyson) nell'undercard dell'incontro tra Jake Paul e Tyron Woodley. Perde per decisione unanime.
Firma con l'organizzazione Misfits Boxing nel 2022, debuttando nell'ottobre di quell'anno contro il cantante Ashley Fongho, membro del gruppo R&B, Rak-Su e vincendo per decisione unanime.
Il 13 maggio 2023 vince per decisione unanime contro il tiktoker e youtuber filippino Salt Papi.
Il 14 ottobre 2023 sfida alla AO Arena di Manchester lo youtuber britannico King Kenny in un incontro valido per il titolo vacante Misfits dei pesi mediomassimi. Al termine dei cinque round previsti, Taylor viene dichiarato il vincitore in modo unanime.
Il 18 gennaio 2025 sfida l'artista marziale misto Darren Till, perdendo per knockout alla sesta ripresa.

## Risultati nel pugilato
| No. | Risultato | Record | Avversario                   | Metodo | Round | Data              | Città      | Note                                        |
| --- | --------- | ------ | ---------------------------- | ------ | ----- | ----------------- | ---------- | ------------------------------------------- |
| 12  | Sconfitta | 7–5    | Darren Till                  | TKO    | 6 (8) | 18 gennaio 2025   | Manchester |                                             |
| 11  | Vittoria  | 7–4    | Gabriel Silva                | TKO    | 3 (5) | 31 agosto 2024    | Dublino    | Difende il titolo MFB dei pesi mediomassimi |
| 10  | Vittoria  | 6–4    | Samuel Ericsson              | TKO    | 2 (5) | 10 agosto 2024    | Miami      | Difende il titolo MFB dei pesi mediomassimi |
| 9   | Vittoria  | 5–4    | King Kenny                   | UD     | 5     | 14 ottobre 2023   | Manchester | Vince il titolo MFB dei pesi mediomassimi   |
| 8   | Vittoria  | 4–4    | Salt Papi                    | UD     | 3     | 13 maggio 2023    | Londra     |                                             |
| 7   | Vittoria  | 3–4    | Idris Virgo                  | UD     | 4     | 14 gennaio 2023   | Londra     |                                             |
| 6   | Vittoria  | 3–3    | Ashley Rak-Su                | UD     | 3     | 15 ottobre 2022   | Sheffield  |                                             |
| 5   | Sconfitta | 2–3    | Chris Avila                  | MD     | 8     | 18 dicembre 2021  | Tampa      |                                             |
| 4   | Vittoria  | 2–2    | Jose Camargo Cabanez         | UD     | 4     | 16 ottobre 2021   | Tijuana    |                                             |
| 3   | Vittoria  | 1–2    | Juan Manuel Rodriguez Chavez | TKO    | 2 (4) | 25 settembre 2021 | Tijuana    |                                             |
| 2   | Sconfitta | 0–2    | Tommy Fury                   | UD     | 4     | 29 agosto 2021    | Cleveland  |                                             |
| 1   | Sconfitta | 0–1    | Donte Stubbs                 | SD     | 4     | 1 giugno 2017     | Costa Mesa |                                             |

## Risultati nelle arti marziali miste
| Risultato | Record | Avversario        | Metodo                           | Evento                           | Data             | Round | Tempo | Luogo     | Note                                                  |
| --------- | ------ | ----------------- | -------------------------------- | -------------------------------- | ---------------- | ----- | ----- | --------- | ----------------------------------------------------- |
| Vittoria  | 7–5    | Chris Avila       | Decisione (maggioranza)          | Bellator 238                     | 25 gennaio 2020  | 3     | 5:00  | Inglewood |                                                       |
| Vittoria  | 6–5    | Brandon Faumui    | Decisione (maggioranza)          | URCC: Rumble By The Bay          | 10 agosto 2019   | 3     | 5:00  | Daly City | Vince il titolo vacante URCC MMA dei pesi catchweight |
| Vittoria  | 5–5    | Ryan Reneau       | Decisione (unanime)              | Combate 36                       | 10 maggio 2019   | 3     | 5:00  | Stockton  |                                                       |
| Vittoria  | 4–5    | Mike Hales        | Decisione (unanime)              | BAMMA Fight Night: London        | 28 giugno 2018   | 3     | 5:00  | Londra    |                                                       |
| Vittoria  | 3–5    | Dean Barry        | Sottomissione (rear-naked choke) | BAMMA 35                         | 12 maggio 2018   | 2     | 0:39  | Dublino   |                                                       |
| Sconfitta | 2–5    | Adrian Guzman     | Sottomissione (rear-naked choke) | CFC 2: Champions Will Be Crowned | 14 aprile 2018   | 2     | 3:14  | Sonora    | Per il titolo vacante CFC dei pesi leggeri            |
| Sconfitta | 2–4    | Brian del Rosario | TKO (pugni)                      | Celtic Gladiator 17              | 8 dicembre 2017  | 1     | 4:59  | Burbank   |                                                       |
| Vittoria  | 2–3    | Trey Branch       | Decisione (unanime)              | CFC 1: King of the Mountain      | 18 novembre 2017 | 3     | 5:00  | Sonora    |                                                       |
| Sconfitta | 1–3    | Ádám Borics       | Sottomissione (rear-naked choke) | Bellator 177                     | 14 aprile 2017   | 1     | 4:12  | Budapest  |                                                       |
| Sconfitta | 1–2    | James Gallagher   | Sottomissione (rear-naked choke) | Bellator 169                     | 16 dicembre 2016 | 3     | 1:52  | Dublino   |                                                       |
| Vittoria  | 1–1    | Victor Jones      | KO (pugni)                       | Bellator 154                     | 14 maggio 2016   | 1     | 0:27  | San Jose  |                                                       |
| Sconfitta | 0–1    | Adin Duenas       | Sottomissione (rear-naked choke) | Bellator 147                     | 4 dicembre 2015  | 1     | 2:43  | San Jose  |                                                       |